# Караман (эялет)
Эялет или пашалык Караман (осман. ایالت قرهمان) — административно-территориальная единица Османской империи. Существовал в 1483—1864 годах. На момент преобразования в вилайет Конья в 1864 году его площадь составляла 78.900 км².

## История
После распада Румского султаната вокруг Коньи образовался бейлик Караман. В 1461 году османский султан Мехмед II Фатих вмешался в борьбу за власть в бейлике и захватил Караман, передав как провинцию своему сыну Мустафе. Впрочем, положение османской власти было здесь неопределённым. В 1470-х годах Караман стал местом борьбы Османской империи с государством Ак-Коюнлу. Для укрепления османского владычества великим визирем Махмуд-пашой Ангеловичем осуществлены депортации знати и военных Карамана с семьями в Румелию, Стамбул и его окрестности. Впрочем, лишь после подавления восстания потомков правителей бейлика в 1483 году удалось окончательно присоединить Караман к Османской империи. В том же году в его границах образовано бейлербейство, который в 1591 году стало эялетом.
Учитывая политическое и экономическое значение провинции, в Караман часто назначали губернаторами сыновей султанов или влиятельных сановников и военных. Должность караманского паши служила возможностью продвижения до должности визиря и члена султанского дивана. В провинции тимарная система дала один из положительных результатов среди других еялетов. Эту должность в разное время занимали великие визири Челеби Лютфи-паша и Мехмед Кепрюлю. Также Караман долгое время был центром суфизма и бекташи.
В 1620-х и 1640-х годах эялет Караман становился центром восстаний тимариотов и сипахов против султанского правительства. К восставшим присоединялись крестьяне и санджакбеи. Особенно опасным было восстание в 1650-х годах, которое удалось подавить Мехмеду Кепрюлю. После этого эялет Караман преимущественно сохранял стабильность.
Впрочем в 1770-х годах в результате поражений в войнах с Австрией и Россией, множество восстаний и мятежей в балканских и прикавказских еялетах ухудшились социально-экономические условия в Карамане, поскольку нарушались торговые связи, ослаблялись органы центральной власти. Также всё более неэффективной становилась тимарная система. Вместе с тем пашам удалось сохранить султанскую власть над провинцией. Благодаря этому с конца XVIII века Караман становится важной основой для набора отрядов для османского войска.
В 1803 году глава пашалыка Кади-паша один из немногих поддержал деятельность османского султана Селима III по созданию нового войска (низами-джедид). В том же году он с 15 тыс. регулярной пехоты и 1500 сипахов подошёл к Стамбулу. Впрочем султан не отправил войска на Дунай, где шла война с Российской империей, пытаясь использовать их против янычар. Впрочем, караманские войска в Эдирне потерпели поражение от янычар.
В 1864 году в рамках административно-территориальной реформы эялет преобразован в вилайет Конья.

## Структура
С начала образования Караман состоял из 6 санджаков: Конья, Аксарай, Нигде, Кайсери, Невшехир, Кыршехир. В 1518 году в состав бейлербейства был включён санджак Акшехир (стал седьмым).
В 1527 году Караман состоял из 7 санджаков: Конья, Аксарай, Нигде, Бейшехир, Ичель, Кыршехир, Кайсери. В 1554 году санджак Виршехир был передан Румскому бейлербейству. В 1571 году санджак Ичель был включён в состав Кипрского бейлербейства.
В 1700 году после нового реформирования эялет Караман состоял из 7 санджаков: Конья, Аксарай, Бейшехир, Нигде, Кайсери, Акшехир, Кыршехир. В 1839 году санджак Кайсери был передан в состав эялета Анкара.

## Социально-экономическое положение
В эялете Караман насчитывалось 1504 тимаров и 116 зеаметов. Во время подъёма эялет Караман в общем выставлял до 4,5 тыс. сипахов. Годовой доход до начала кризиса составлял 8 млн. 5,5 тыс. акче. Доход от хаса бейлербея (впоследствии — паши) составил 665 тыс. акче, доход санджакбеев колебался от 190 до 350 тыс. акче.
Основой было скотоводство и ремесленничество, частично было развито земледелие.